# 安贞门站
安贞门站是北京地铁10号线上的一座车站，于2008年7月19日随着10号线一期工程通车投入运营。
车站位于北京市朝阳区亚运村街道北土城东路、安定路交叉口，因地处古元大都北城垣安贞门旧址附近而得名。

## 位置
安贞门站位于北土城东路与安定路相交路口西侧，沿北土城东路呈东西走向布置。邻近元大都城垣遗址公园、安贞医院。

## 结构
安贞门站为地下二层车站，混合式站台设计。最初设计时，曾希望奥运支线与10号线主线贯通运营，因此在安贞门站额外设置了一条线路，站台由一个岛式站台和一个侧式站台组成。但是最终8号线改为独立运行並不与10号线主线贯通运营，導致乘客要在北土城站进行换乘，安贞门站原预留轨道及站台因此未能启用。
本站10号线双方向列车均开右侧门。沿外环方向由惠新西街南口站来车，因同为停靠側式站台，上一站开门方向与本站相同；而沿内环方向由北土城站来车，上一站与本站开门方向相反。
该站分别位于北土城东路南北两侧设有A (西北)、B (东北)、C (东南)、D (西南)等4个出入口。
| 地面            | 出入口                       | A-D出入口                              |
| 地下一层 站厅层 | 站厅层                       | 站厅、票务服务、自动售票机、一卡通充值 |
| 地下二层 站台层 | 側式站台，右側開門           | 側式站台，右側開門                     |
| 地下二层 站台层 | █ 10号线外环（北土城）       |                                        |
| 地下二层 站台层 | █ 10号线内环（惠新西街南口） |                                        |
| 地下二层 站台层 | 岛式站台，右側開門           |                                        |
| 地下二层 站台层 | 不使用                       |                                        |

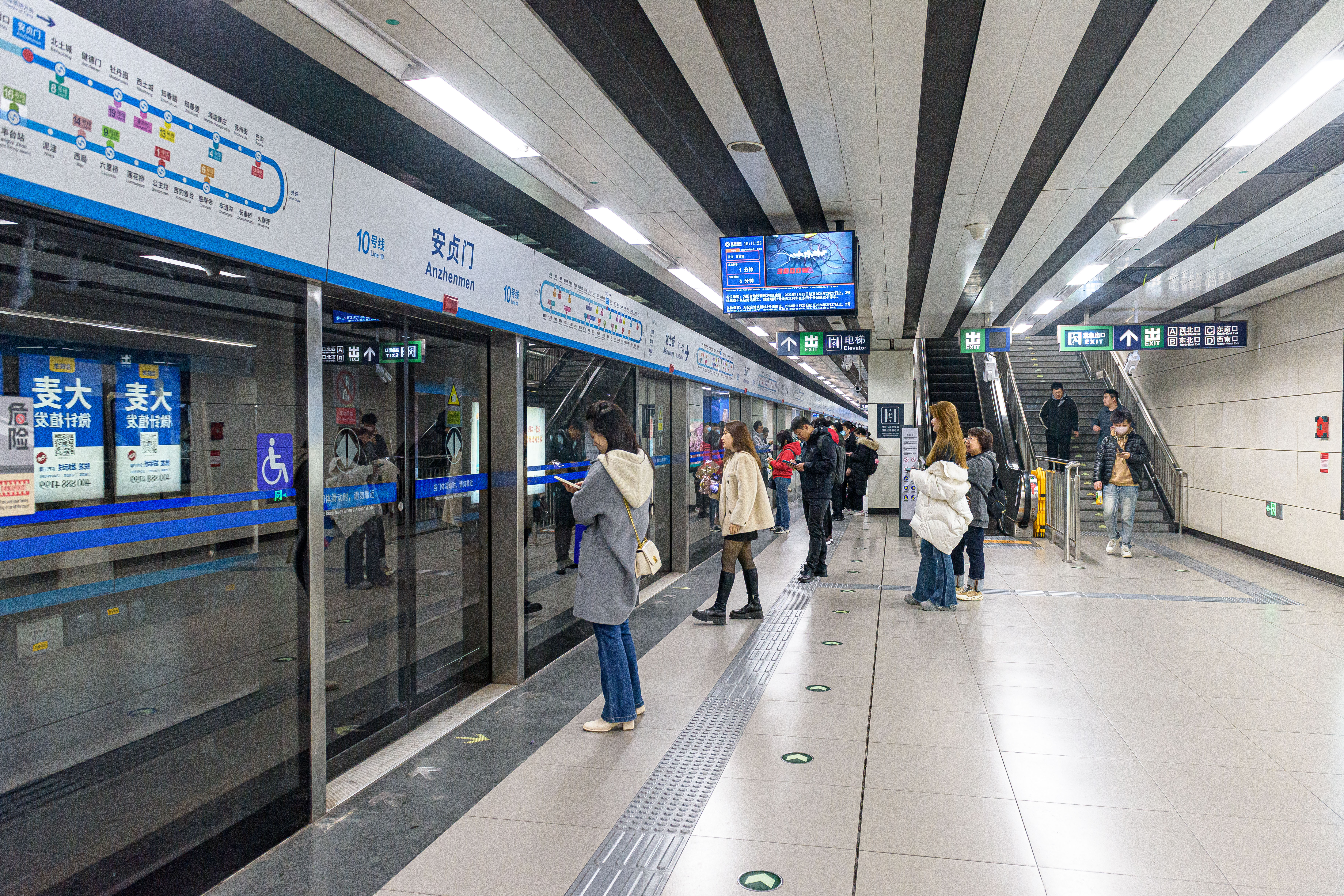
站台层北侧（10号线外环）側式站台（2023年11月摄）
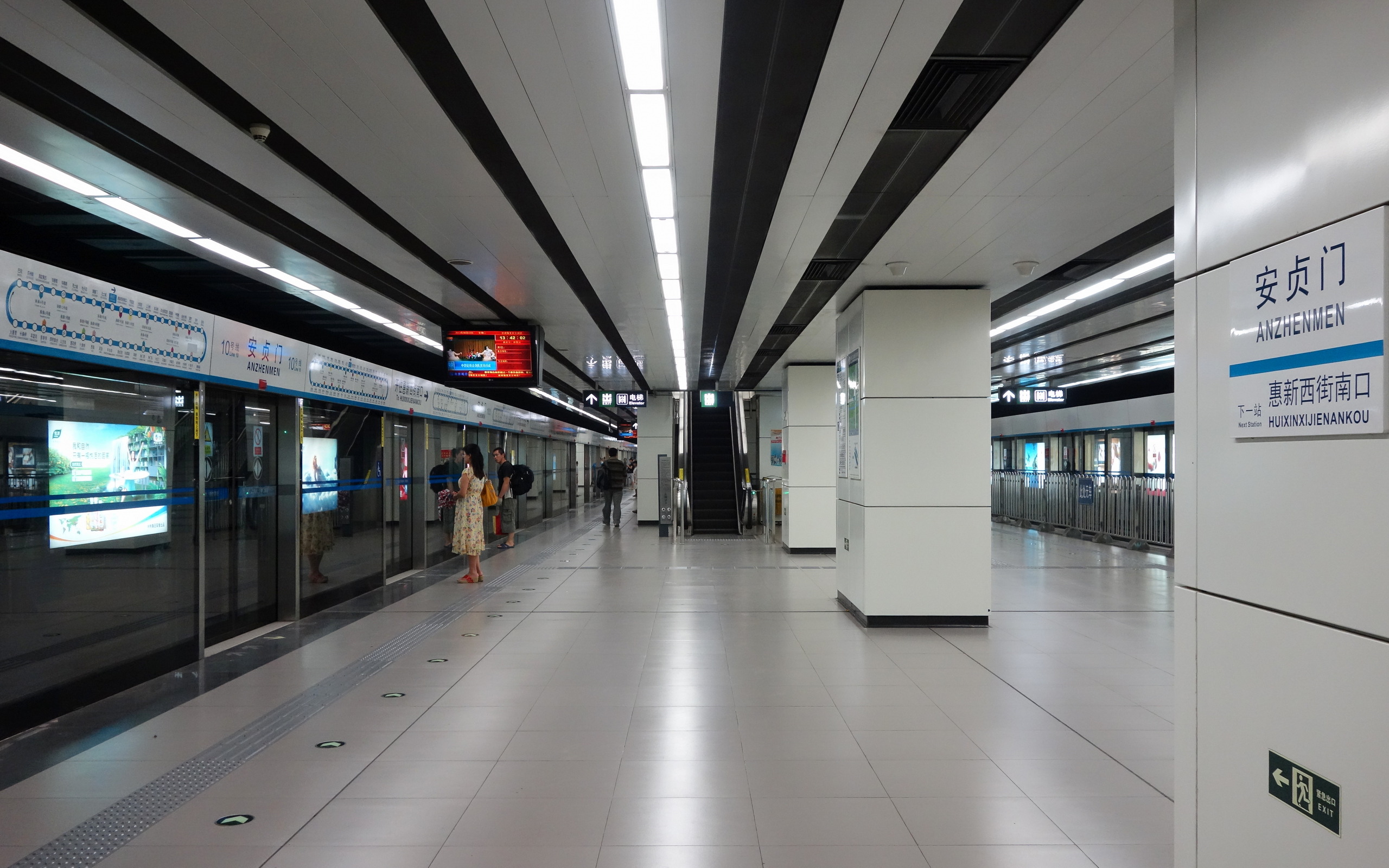
站台层10号线内环岛式站台，站台另一侧轨道未使用（2013年8月摄）
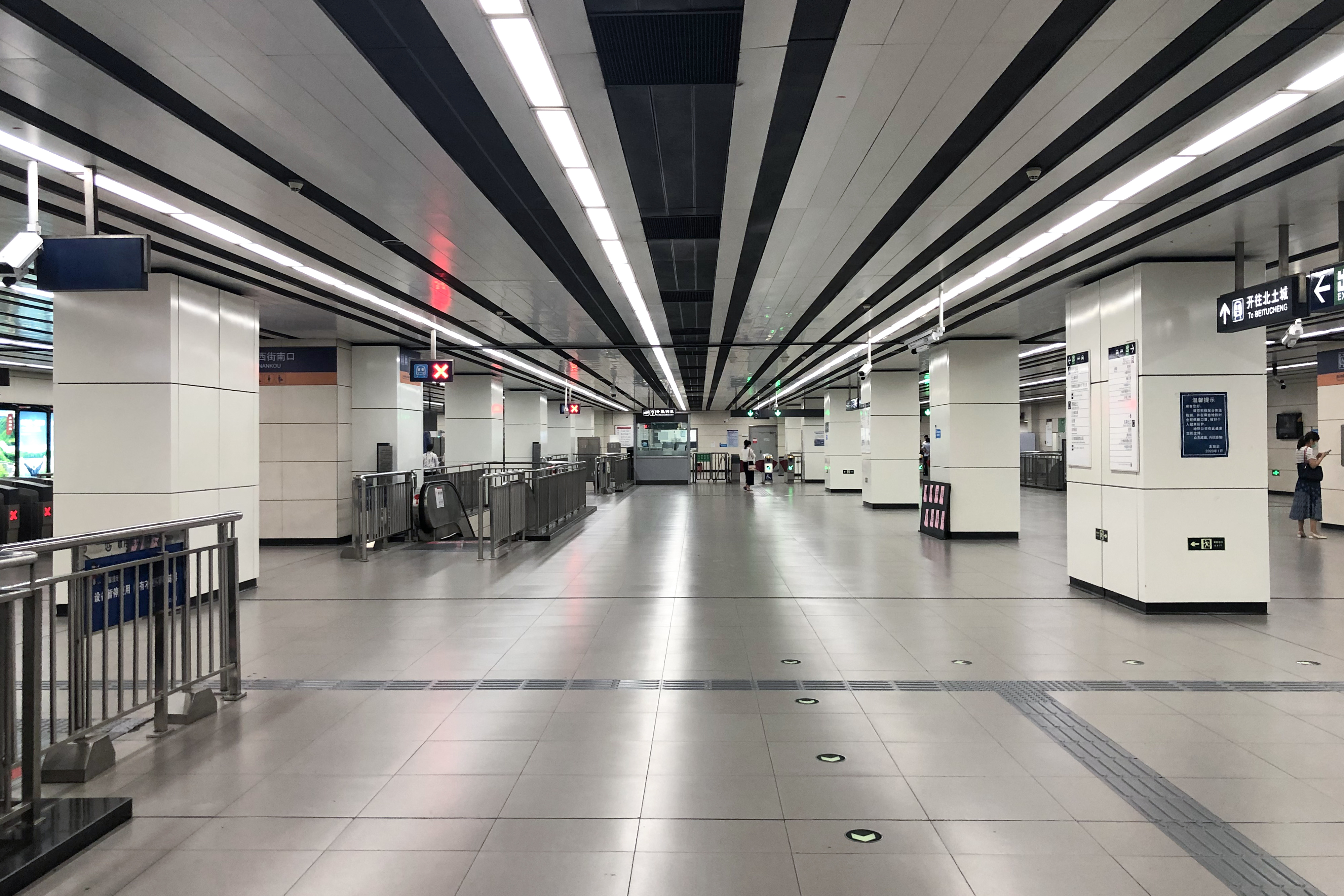
安贞门站站厅（2020年6月摄）

## 出入口
|                       |                |                                                |      |                |
| 编号                  | 指示           | 建议前往的目的地                               | 图片 | 无障碍设施图片 |
| 出口 · A              | 北土城东路     | 城奥大厦、北投投资大厦                         |      | 不適用         |
| 出口 · A              | 商业           | 北投购物中心                                   |      | 不適用         |
| 出口 · B              | 安定路、北苑路 | 北京安贞环宇荟、中海国际中心、中建财富国际中心 |      | 不適用         |
| 出口 · B              | 商业           | 北京安贞环宇荟                                 |      | 不適用         |
| 出口 · C · 升降机标志 | 安定路         | 健安东路、元大都城垣遗址公园、中诚安贞大厦     |      |                |
| 出口 · D              | 北土城东路     | 安贞里、安贞医院、元大都城垣遗址公园           |      | 不適用         |
| 註： 設有             |                |                                                |      |                |